# Юрков, Александр Николаевич
Алекса́ндр Никола́евич Юрко́в (1935—2014) — российский художник (сценограф, живописец, график, бутафор, создатель техники «флорийская мозаика»), член СТД РФ (ВТО) с 1959 года, председатель секции сценографов Нижегородской организации СТД РФ.

## Биография
Родился 10 апреля 1935 года в поселке Сухой Лог (на территории современной Томской области).
Окончил в Красноярске художественную школу (1953 г.) и училище искусств (1965 г.).
С 1951 года работал художником-постановщиком в драматических театрах Красноярска, Канска, Краснодара и других городов. Оформлял спектакли в театрах Ленинграда и Москвы.
С 1976 по 1986 год — главный художник Нижегородского академического театра драмы им. М. Горького, в последние годы жил и работал в Нижнем Новгороде.
Автор более 200 сценографических проектов, участник выставок и фестивалей прикладного искусства.
В станковых работах использовал нетрадиционные материалы и технологии. К числу наиболее ярких творческих находок принадлежит создание техники «флорийской мозаики» — «художник создает лиричные, задушевные картины без единой капли краски: их сочная теплая палитра состоит… из листьев и трав. Техника флорийской мозаики кропотлива и трудоемка, требует особой зоркости и сосредоточения», — И. В. Маршева, искусствовед. «Художник разглядел в пожухлой опавшей листве неиссякаемый источник тонких цветовых градаций, глубоких переживаний и философских раздумий».
15 сентября 1998 года Юрков создал авторскую галерею «Юрковка».
Автор нескольких малоизвестных стихотворений.
* * *
Закрыв подвал, зимой и летом,
Цветастой осенью, весной,
Иду с пакетом за сюжетом
Да за опавшею листвой.
Леса, деревни, реки, горы
Леплю мозаикой из флоры.
Нижегородские места
Осенним золотом листа
Ваяю с творческим ударом —
Веселый труд и краски даром
Александр Юрков
Скончался 2 июля 2014 года. Похоронен на кладбище «Марьина Роща» Нижнего Новгорода.

## Флорийская мозаика
Флорийская мозаика — это придуманная и названная А. Н. Юрковым техника создания картин, в которой используются только клей и кусочки листьев различных деревьев и трав. За двадцать пять лет работы в этой технике Юрков создал более сотни таких полотен.

## Музей флористики «Юрковка»
В центре старого Нижнего Новгорода, на ул. Большой Покровской, находилась художественная галерея «Юрковка», основанная в 1998 году — авторский музей флорийской мозаики. Работы, представленные там, выполнены из осенних листьев, спичек, семечек арбуза и из обрезков ценных бумаг. Особой темой в творчестве художника Юркова являются родные места, родительский дом.
В настоящий момент «Юрковка» открыта по адресу: г. Н. Новгород, ул. Сергиевская, д. 12.